# Protestantse Kerk van Eisbergen
De Protestantse Kerk Eisbergen (Evangelische Kirche Eisbergen) ligt in het gelijknamige Ortsteil van Porta Westfalica in het Oost-Westfaalse Kreis Minden-Lübbecke. Kerk en gemeente behoren tot de Kirchenkreis Vlotho van de Protestantse Kerk van Westfalen.

## Geschiedenis

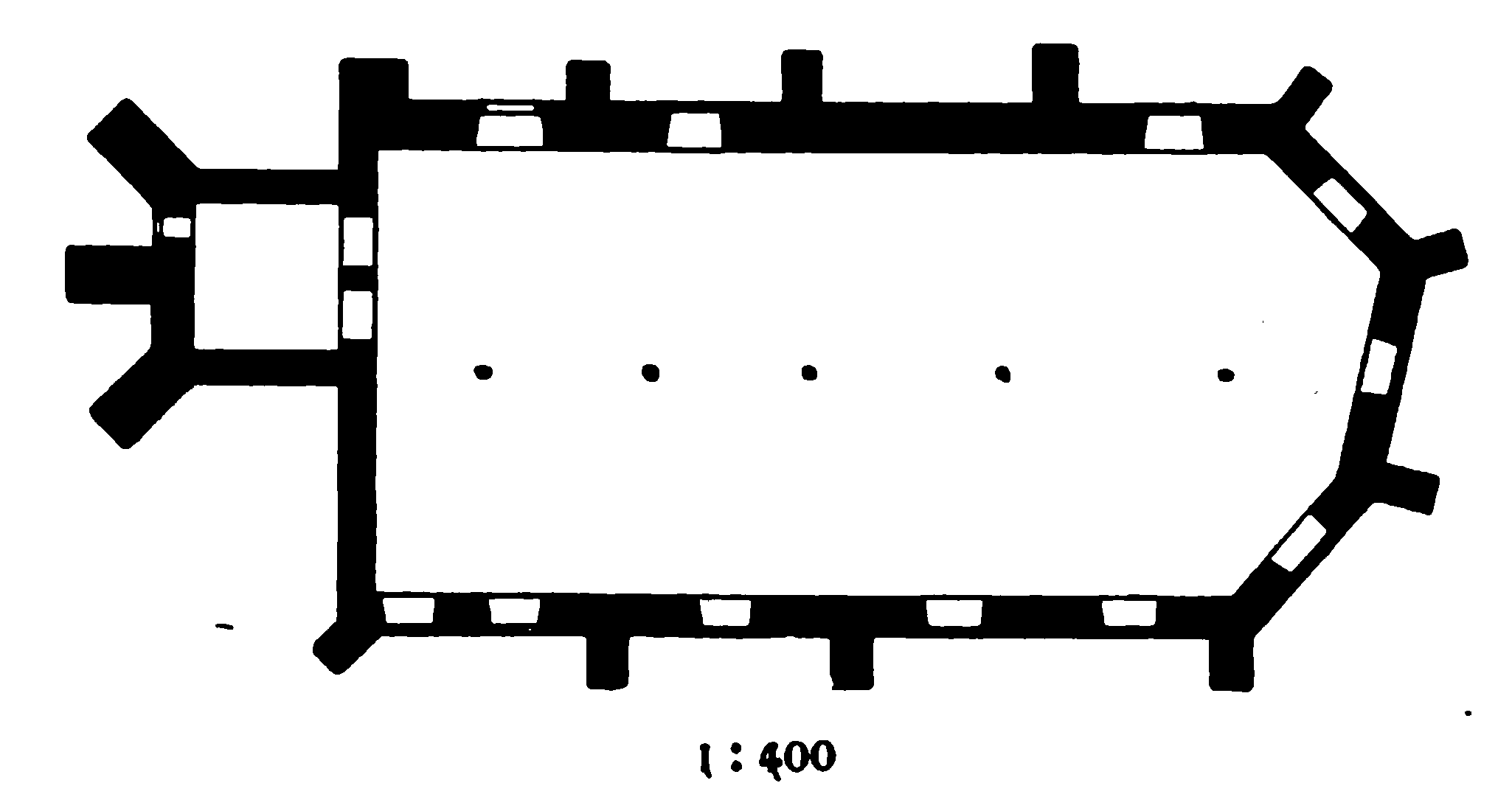
Plattegrond van de kerk

De kerk van Eisbergen ontstond rond 1200 als eenschepig gebouw met een westelijke toren. De oude gedrongen toren is romaans en behoort tot de oudste kerkelijke bouwdelen van de Kirchenkreis Vlotho.
In 1465 werd de heilige Joris door de hulpbisschop van Minden benoemd tot eerste kerkpatroon. 
Na de Dertigjarige Oorlog werd aan het reeds bestaande schip op het zuiden nog een tweede schip toegevoegd. De werkzaamheden aan de nieuwbouw werden in 1662 afgesloten. Hieraan herinnert nog een jaartal op een gedenksteen boven het zuidelijk portaal.   
De Eerste Wereldoorlog verhinderde de afbraak van de destijds bouwvallige kerk. Er werden daarna meerdere restauraties uitgevoerd, voor het laatst in de jaren 1978-1979. 

## Interieur
In de kerk staan een doopvont uit 1606 en het altaar en de kansel uit 1607. De beschildering van het interieur werd in 1953 door Paul Thol uit Berlijn aangebracht en kent een Bijbels-theologisch georiënteerd thema.
In de toren hangen drie klokken, die in 1921 werden gegoten. Het orgel van de kerk dateert uit 1974 en werd door de orgelbouwfirma Gustav Steinmann gebouwd, met gebruikmaking van het front van het vorige orgel van deze kerk, dat in 1862 door Wilhelm Möhling uit Rinteln was gemaakt..